# 巴纠错
巴纠错（藏語：སྤ་རྒྱུད་མཚོ།，威利转写：spa rgyud mtsho，THL：Pagyü Tso）位于中国西藏自治区山南市浪卡子县境内，地处浪卡子县东部，羊卓雍错以南，喜马拉雅山北麓的山间盆地内。湖面海拔4506米，面积45.5平方公里。湖滨多为山地。湖泊大致呈“上”字形，湖岸线长68公里，发育系数2.85。湖区年均气温4℃，年均降水量300～400毫米。湖水主要依靠地表径流补给，集水区面积809.5平方公里，补给系数17.8。